# Giovanni Battista Federico Vallega
Giovanni Battista Federico Vallega (ur. 12 kwietnia 1876 w Genui, zm. 4 grudnia 1944) – włoski duchowny rzymskokatolicki, arcybiskup izmirski, dyplomata papieski.

## Biografia
W 1906 został mianowany papieskim tajnym szambelanem. W 1914 został sekretarzem Nuncjatury Apostolskiej w Belgii, a w 1918 jej audytorem.
26 stycznia 1921 papież Benedykt XV mianował go arcybiskupem izmirskim w Imperium Osmańskim. 17 kwietnia 1921 przyjął sakrę biskupią z rąk prefekta Świętej Kongregacji Rozkrzewiania Wiary kard. Willema Marinusa van Rossuma CSsR. Współkonsekratorami byli prefekt Pałacu Apostolskiego abp Giovanni Tacci Porcelli oraz sekretarz Świętej Kongregacji Nadzwyczajnych Spraw Kościelnych abp Bonaventura Cerretti.
Z arcybiskupstwa izmirskiego zrezygnował 1 marca 1929. Otrzymał wówczas arcybiskupstwo tytularne Nicopolis in Epiro. 13 sierpnia 1939 papież Pius XII mianował go nuncjuszem apostolskim na Litwie. Urząd ten pełnił jednak krótko - ustąpił 9 grudnia 1939.